# フィリッポ・ブルネレスキ
フィリッポ・ブルネレスキ（Filippo Brunelleschi, 1377年 - 1446年4月15日）は、イタリアの金細工師、彫刻家、そしてルネサンス最初の建築家である。本名はフィリッポ・ディ・セル・ブルネッレスコ（Filippo di ser Brunellesco＝ブルネッレスコ氏のフィリッポ）、ないしはフィリッポ・ディ・セル・ブルネッレスコ・デ・ラーピであるが、もっぱらその短縮形であるフィリッポ・ブルネレスキの名で呼ばれる。主にフィレンツェで活動を行った。
彼は冗談や悪ふざけで他者をからかうことを楽しんだが、発想は鋭く、聡明で機智に富んだ。彫刻家としてはロレンツォ・ギベルティに遅れをとったが、サンタ・マリーア・デル・フィオーレ大聖堂のクーポラ建設によって絶大なる賞賛を得た。 遠近法の発明やオーダーの発見も、彼のものとされる。
コロンブスの卵の逸話は、元々はブルネレスキがサンタ・マリア・デル・フィオーレ大聖堂のクーポラの設計・施工方法を明かさなかった逸話に基づいている（コロンブスの卵#フィリッポス・ブルネレスキの逸話）。

## 生涯

### 幼少期から青年期
ブルネレスキは、フィレンツェの公証人の子として1377年に生まれた。幼少期から読み書きと算術のほかにラテン語を学んでいたが、家業は継がず、 1398年12月18日には絹織物業組合(Arte della Seeta)に金細工師として登録されている。1400年頃までルナルド・ディ・マッテオ・ドゥッチ・ダ・ピストーイアの工房で働いており、ピストーイアのサン・ゼーノ大聖堂にあるサン・ヤーコポ祭壇の半身像、預言者エレミヤとイザヤなどを作成したとされる。

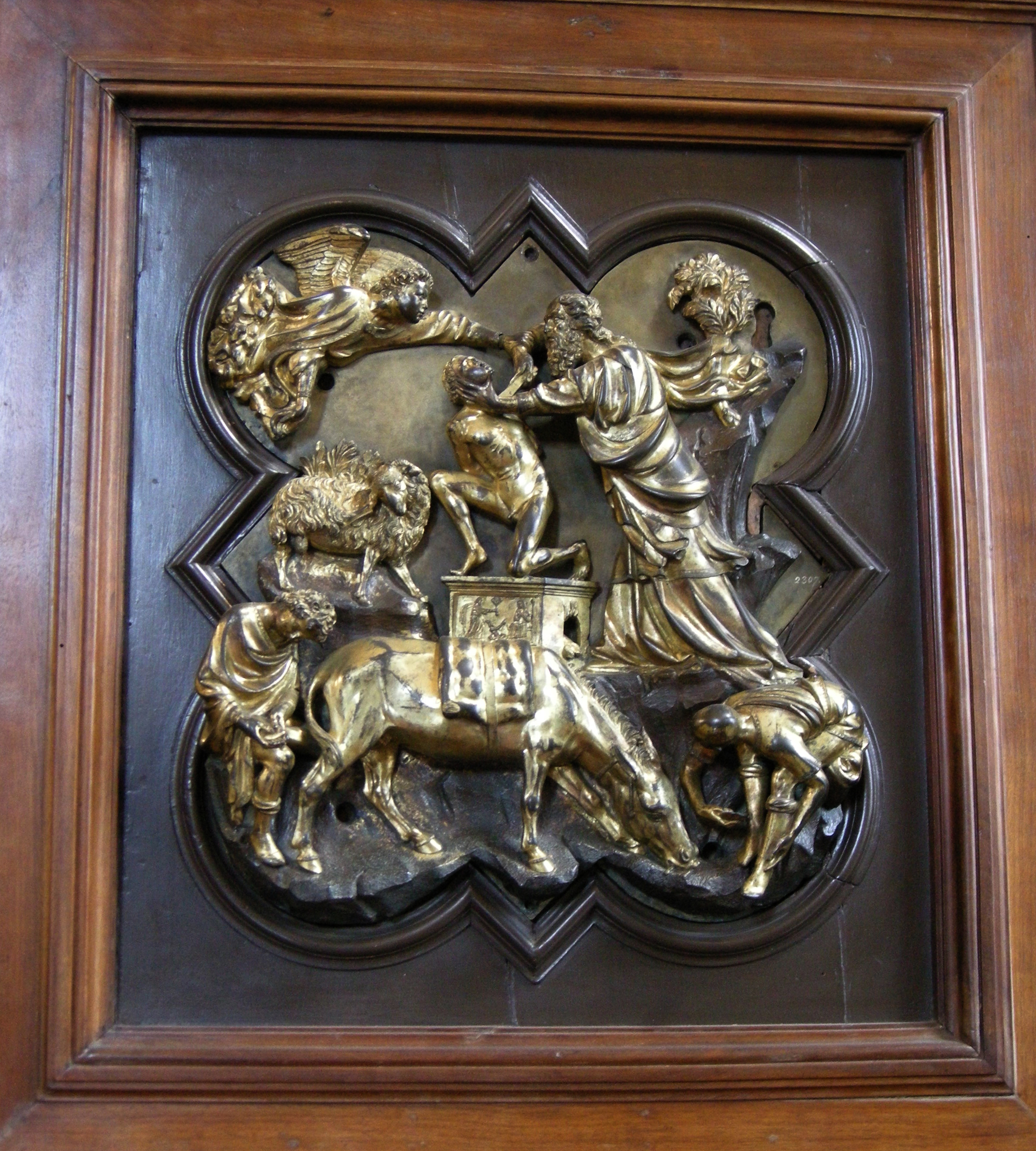
ブルネレスキ作 『イサクの燔祭』
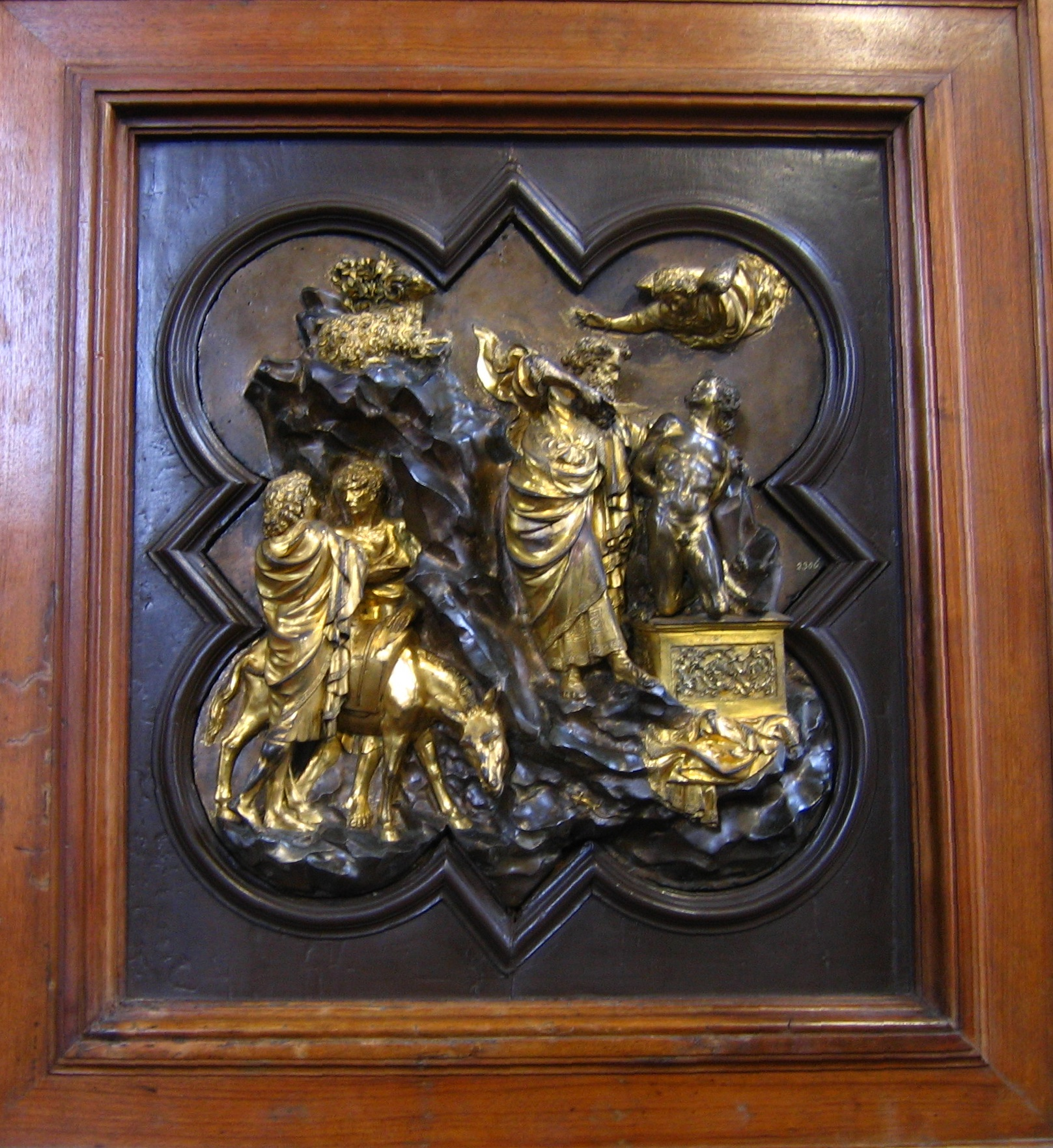
ロレンツォ・ギベルティ作の『イサクの燔祭』
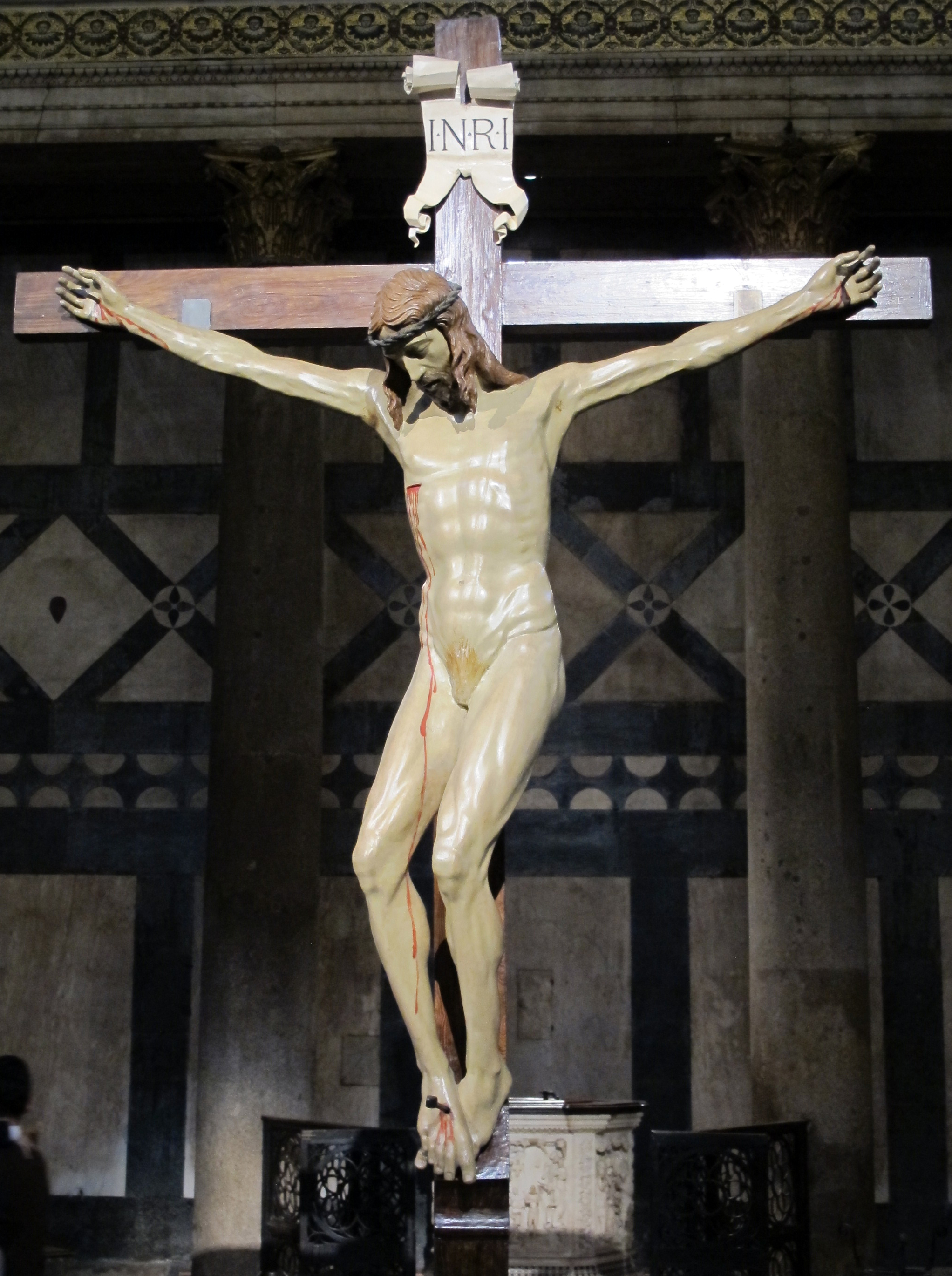
ブルネレスキ作『磔刑像』 サンタ・マリーア・ノヴェッラ聖堂ゴンディ家礼拝堂
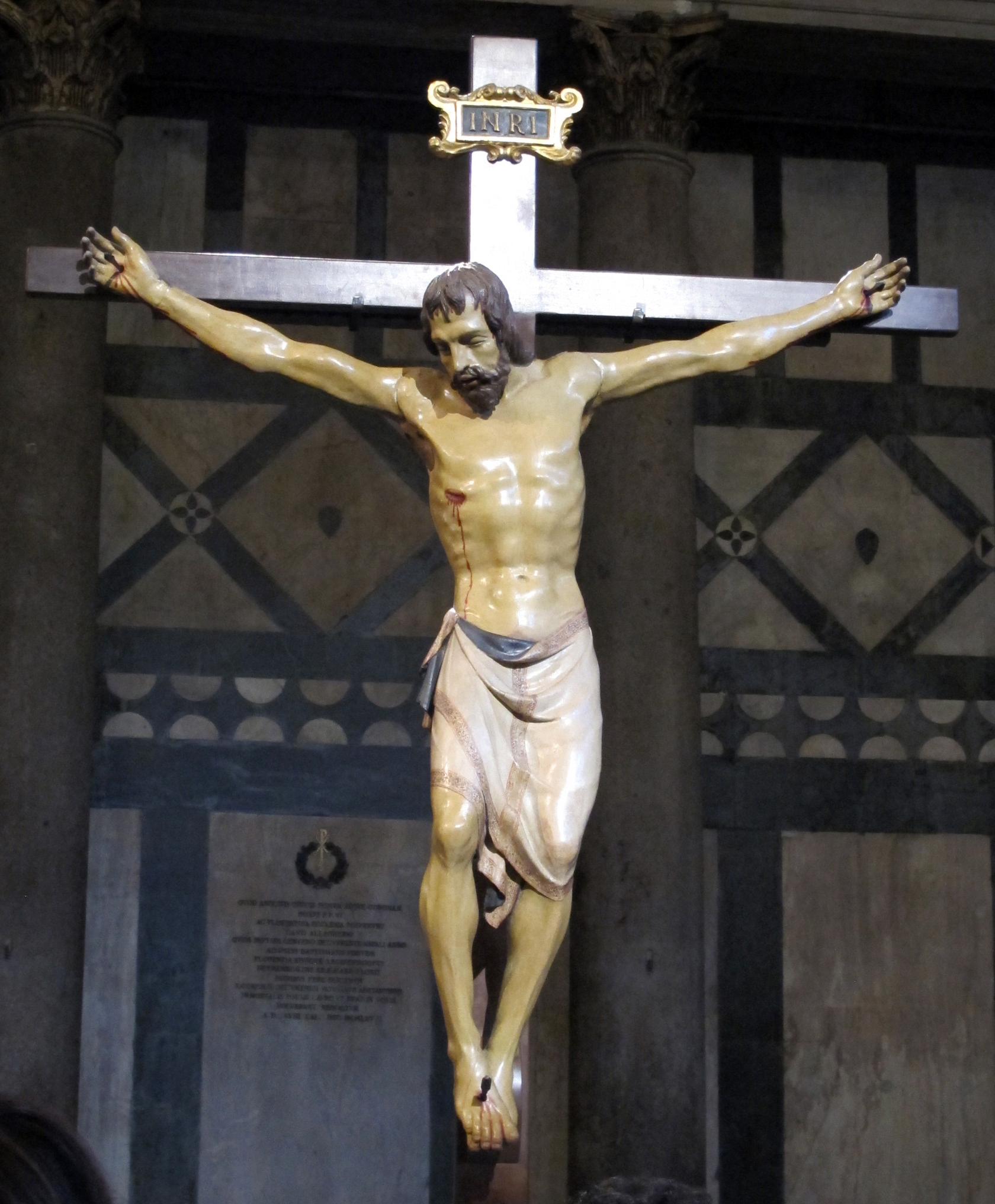
ドナテッロ作『磔刑像』 サンタ・クローチェ聖堂バルディ・ディ・ヴェルニオ礼拝堂

1401年、フィレンツェに戻った彼は、輸入繊維商組合(Arte della Calimala)が主催するサン・ジョヴァンニ洗礼堂の第二青銅扉（北側扉）のための作成競技に参加する。課題は「イサクの燔祭」で、ブルネレスキのほか7人の芸術家が参加したが、最終選考に残ったのは、ブルネレスキとロレンツォ・ギベルティの作品であった。ヴァザーリの記述によれば、ブルネレスキはギベルティの作品が最も優れていることを認め、彼を当選させるよう選考委員を説得したが、選考委員はブルネレスキの技術も高く評価し、共同で作業にあたるよう要請したとされる。一方、マネッティは、選考委員はブルネレスキとギベルティの作品の優劣を決定することができず、両者に共同で作業にあたるよう要請したとしている。いずれにしても、この二人の作品だけが、現在もフィレンツェのバルジェロ美術館に現存しているため、選考員も甲乙を判断しかねたであろうことは想像に難くない。結局、ブルネレスキが共同での作成を辞退したため、扉の制作はギベルティが請け負うことになった。
1404年7月2日に、絹織物業組合のマエストロとして登録され、時期は不明であるが、サンタ・マリーア・ノヴェッラ聖堂において木彫りの等身大磔刑像を作り、彩色を施している。ヴァザーリは、この磔刑像が、ドナテッロの磔刑像（サンタ・クローチェ聖堂所蔵）に対抗して作られたものとしているが、マネッティはそのような記述を残していない。また、これも年代がはっきりしないが、ブルネレスキは透視図法によって、サン・ジョヴァンニ洗礼堂とシニョリーア広場を描いたとされ、透視図法を最初に用いて作図を行ったのは、ブルネレスキであるとされている。
1401年のサン・ジョヴァンニ洗礼堂の扉作製選考から、1418年のサンタ・マリーア・デル・フィオーレ大聖堂のクーポラ設計競技の告示までの間、ブルネレスキは ドナテッロとともに、何度かローマに滞在し、そこでローマ建築の構造と空間の構成に一定の秩序を認め、柱の相違、つまりオーダーを発見したと言われる。ただし、彼らがローマに行った時期は明言されておらず、ローマ滞在の裏付けとなる明確な資料（または、それを積極的に否定する資料）は存在しない
なお、ブルネレスキは妻帯しなかったが、1417年にアンドレーア・ディ・ラッザーロ・カヴァルカンティ（通称イル・ブッジャーノ）を養子として迎えている。

### 壮年期

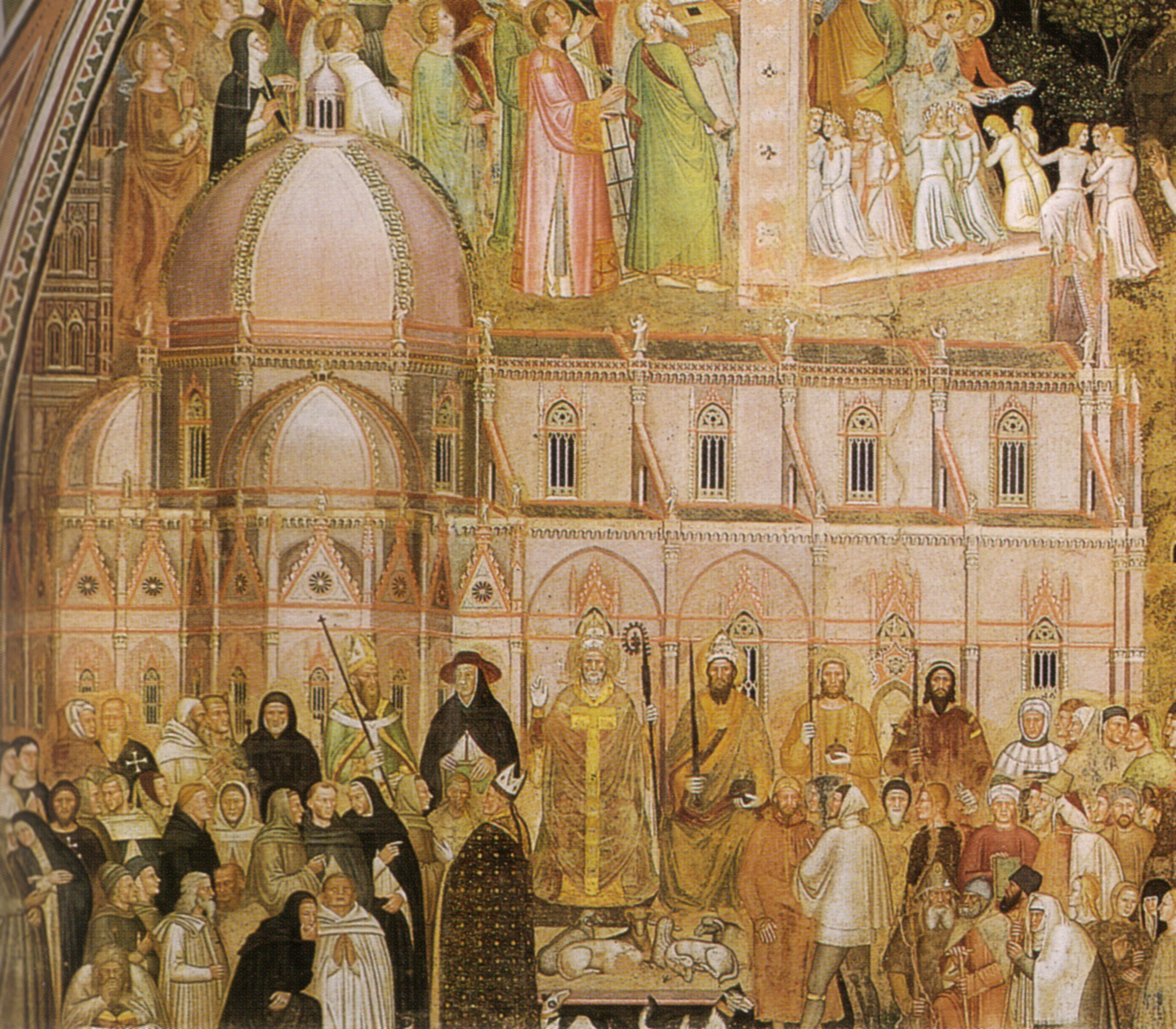
サンタ・マリーア・ノヴェッラ修道院スペイン礼拝堂のアンドレア・デル・ボンニュート作のフレスコ画（1365年頃）。大聖堂の完成予想図が描かれている（ドーム直下のドラムはない）

1410年代後半、サンタ・マリーア・デル・フィオーレ大聖堂のドラム工事が完成に近づき、毛織物業組合 (Arte della Lana)傘下の大聖堂造営局(Opera del Duomo)は、クーポラの建設方法について真剣に検討を行い始めた。サンタ・マリーア・ノヴェッラ修道院のスペイン礼拝堂の1365年頃に作製されたフレスコ画に描かれているように、大聖堂のクーポラのデザインはある程度決定していたらしく、問題は建設に関する技術的案件、すなわち、地上から足場を構築することなくドームをどのように建設していくか、ということであった。設計競技を行う前に、大聖堂造営局は何人かに個別に意見を求めていたようで、そのことに対する報酬記録が残されており、ブルネレスキにも建設に関連する協力の報酬として、1417年5月19日付での報酬支払い記録が残っている。
1418年8月19日、大聖堂造営局はクーポラ建設のための作業機械・足場・工法などの設計競技を布告する。模型制作の支払記録によれば10数件の応募があったようだが、これらが大聖堂造営局でどのように討議されたかは定かではない。ブルネレスキは、ナンニ・ディ・アントーニオ・ディ・バンキ、ドナテッロとともに模型を作成し、この作業に対する報奨が1419年10月29日に払われているが、彼らが作成した模型と工事仕様書によって提示された、仮枠なしの二重構造のドーム案については、当初、否定的な意見が寄せられたとされている。しかし、この時期にサンタ・フェリーチタ聖堂のバルバドーリ礼拝堂の建設、、ないしは、サン・ヤーコポ・ソプラ・アルノ聖堂のリドルフィ礼拝堂の円蓋の架構が行われ、そこでブルネレスキがドームの建設を仮枠の構築なしに行ったことが、彼への信頼を深めたとされる。
クーポラの建設方法と工事監理者が決定するまでの間、1419年には、ブルネレスキが所属する絹織物業組合が運営する孤児養育施設、捨子保育院（オスペダーレ・デッリ・インノチェンティ）の建設が開始され、ブルネレスキはその図面の制作を請け負った。この施設は1445年に運用が開始されており、事実上、ルネサンス最初の建築物とされている。
1420年4月16日、ブルネレスキ、ロレンツォ・ギベルティ、バッティスタ・ダントーニオの三名が、同じ俸給でサンタ・マリーア・デル・フィオーレ大聖堂天蓋工事の主任監理者に指名され、同月24日には、ブルネレスキとギベルティに対して、模型作成のための賃金が支払われている。建築方法については、ブルネレスキ案とほぼ同じ内容の決議文書が同年7月13日に採択された。8月7日にはクーポラの建設が開始されるが、ブルネレスキにはギベルティに対する確執（またはクーポラの工事監督に複数名が指名されたことに対する不満）があったとされ、ブルネレスキが仮病を使って工事に出仕せず、建築工事の知識のないギベルティを困惑させたり、病気のために余命幾ばくもないないふりをして、ギベルティに水平補強材と足場の建設のどちらか一方を選ばせ、ギベルティが担当した水平補強材の工事が失敗するなどの逸話が残っている。
大聖堂の工事の傍ら、1421年8月10日、フィレンツェで最も由緒のある教会堂、サン・ロレンツォ聖堂（1425～60年）の改築工事が開始され、その前後、ブルネレスキは聖具室（現、旧聖具室）の設計を ジョヴァンニ・ディ・ビッチ・デ・メディチから委託されている。この工事計画は、旧聖堂を取り壊し、規模をひとまわり大きくした教会堂を新築する大規模なもので、聖具室の出来映えを見たジョヴァンニ・ディ・ビッチは、聖堂本体の設計をブルネレスキに委託することを決意したとされる。しかし、ジョヴァンニ・ディ・ビッチは1429年に死去し、以降の聖堂本体の計画の推移について詳しいことはほとんどわからない。1434年に、フィレンツェ市議会がサン・ロレンツォ聖堂の周囲の整備計画の審議を行い、その整備担当に大聖堂のカポマエストロを充てるとしていることから、この時期にブルネレスキが聖堂から広場までの整備に関与した可能性もある。いずれにしても、経済不振と政変のため、聖堂工事の進捗状況はきわめて悪く、現在の聖堂の身廊に残っていた旧聖堂が取り壊されたのは、ブルネレスキの死後20年近く経過してからであった。

### 中年期

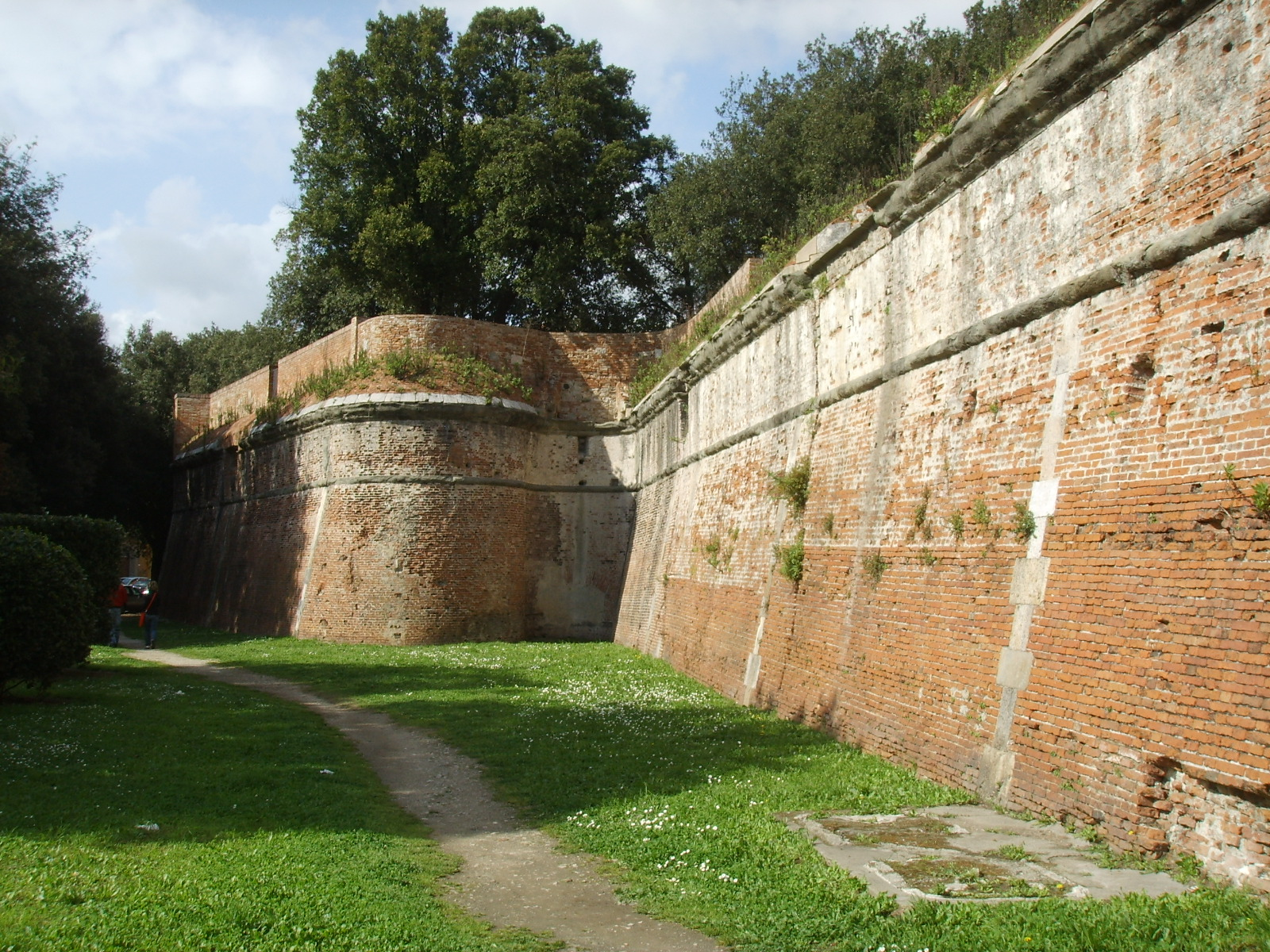
ピーサのチッタデッラ・ヌオヴァ

1423年8月27日、大聖堂造営局はブルネレスキにサンタ・マリーア・デル・フィオーレ大聖堂の総監督の肩書きを与え、年俸100フィオリーノ・ディ・スジェッロの支給を決定するが、翌年の1424年に始まるミラーノ公国との戦争により、大聖堂に関わる技術者は城壁や砦の建設・補強工事を行っており、ブルネレスキも1423年以降は、ほぼ毎年、フィレンツェ支配下の都市に派遣され、城砦の工事に携わった。記録に残るだけでも、1424年から1440年まで、城塞建設のために何度かピーサに赴いており、チッタデッラ・ヴェッキア、パルラシオ門、チッタデッラ・ヌオヴァなどの建設に従事している。また、時代は下るが、1436年8月14日にヴィーコピサーノの要塞構築のための模型を作製し、1440年に同地を訪れるため、フィレンツェを離れており、晩年にかけて、リーミニ、ミラーノなどを訪問したとされる。
1426年2月4日からは、ブルネレスキの年俸100フィオリーノに対し、ギベルティは年俸3フィオリーノのパート・タイム制に変わり、クーポラの建設はブルネレスキが一手に担うようになるものの、ミラーノ公国との戦争はフィレンツェ経済に深刻な打撃を与えており、1429年11月に対ルッカ戦争が始まると、大聖堂の工事も中止を余儀なくされることになった。それでも、他の公共工事と比べると、大聖堂の造営は順調に行われたと考えられ、1432年2月4日には、ブルネレスキが作製した模型の取り壊しが行われた。これは、工事の目処が立ったことを意味しており、1434年6月12日には頂上の円環が閉じられ、1436年3月9日、ついに教皇エウゲニウス4世により、サンタ・マリーア・デル・フィオーレ大聖堂の献堂式が執り行われた。
頂上部のランターンについては、1434年10月30日に、大聖堂造営局がブルネレスキに対して模型制作を依頼している。ただし、ブルネレスキを含めた5人の工匠が作成した模型が審査されており、1436年12月13日に、改めてブルネレスキ案が選ばれた。ランターンの建設自体は1446年に始められ、ブルネレスキは、それまでに大理石の加工、工事に必要な機械や道具の準備を行い、工事の進め方についての遺言まで残していたとされる。
1430年代にブルネレスキが関わったと考えられるのが、ブルネレスキ後期の作品であるアウグスティノ会のサント・スピーリト聖堂である。古い聖堂を建て替える決定は1428年に発議され、工事の着工が1441年なので、1430年代にブルネレスキが模型を作製したと考えられるが、マネッティによる伝記はサント・スピーリト聖堂の逸話の途中で唐突に終わっており、ヴァザーリも簡素にしか触れていない。この聖堂も、経済不振と他の聖堂の修繕等による資金不足でサン・ロレンツォ聖堂と同じく工事が中断しており、最初の円柱が現場に届いたのは1446年4月5日であった。サント・スピーリト聖堂に比較すると、カマルドリ会のサンタ・マリーア・デッリ・アンジェリ修道院の小礼拝堂（オラトリウム）は、ブルネレスキが関わった時期が明確で、計画は1434年に輸入繊維商組合がブルネレスキに委託したものである。1435年に起工するが、1437年にルッカとの戦争が再発したため工事が中断されており、結局、当初の計画の通り完成することはなかった。

### 晩年
1440年をすぎた頃から、ブルネレスキの活動は限定的になる。この頃にパラッツォ・ディ・パルテ・グエルファの大広間の計画に携わったようではあるが、1443年には、受注したサンタ・マリーア・ノヴェッラ聖堂の説教壇の制作を養子のブッジャーノに預けており、前年の1442年9月28日のカタスト（資産申告書）では、老齢のために働けなくなったと申し出ている。
そして、 1446年4月15日の深夜に他界する。大聖堂造営局は、ブルネレスキの葬儀をサンタ・マリーア・デル・フィオーレ大聖堂で行うことを決定し、1447年に同聖堂に葬られた。

## 影響

### 透視図法

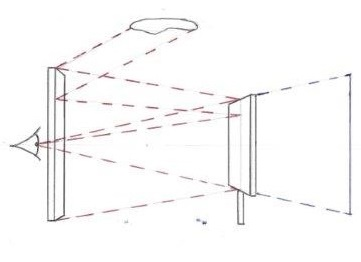
マネッティの説明による板絵の見方

マネッティやイル・フィラレーテによれば、ブルネレスキは透視図法を採用した最初の人物であるとされる。はじめに描かれたのは、サンタ・マリーア・デル・フィオーレ大聖堂の中央入り口から見た サン・ジョヴァンニ洗礼堂の眺めで、メディチ家の財産目録にそれらしき板絵が登録されている。この板絵は空にあたる部分に銀箔が貼られ、また、中央部に穴が開いており、板絵と鏡を対面に置いて、板絵中央の穴から覗くと、銀箔に実際の空が写り込み、鏡に映った板絵がまるで本物の風景のように見えたと説明されている。つまり、これは直接法による一点透視図で、左右を反転して描かれたものである。次に描かれたシニョリーア広場の板絵については、ヴェッキオ宮殿の西面と北面が表現されたとされているので、必然的に二点透視図法によるものと考えられるのだが、二点透視図の幾何学的作図法は、数学者グィドバルト・デル・モンテが1600年に著した『透視図法六書（Perspectivae libri sex, apud Hieronymus Concordiam）』において初めて示されたので、その作図方法についてはよくわからない。
ブルネレスキがこれらの絵を作成した時期については、明確ではない。ヴァザーリは、ブルネレスキがマザッチョに透視図法を伝授したとしており、これはマザッチョが1427年頃に描いた『聖三位一体』の構成と、ブルネレスキの設計によるサンタ・フェリーチタ聖堂のバルバドーリ礼拝堂の構成が良く似ていることからも推察される。また、1417年に彫られたドナテッロの『聖ゲオルギウス』の台座『聖ゲオルギウスとドラゴン』は、ルネサンスの透視図法の最初の表現とされるが、当時のドナテッロとブルネレスキの関係性から、この彫刻についても、ブルネレスキによる何らかの示唆があった可能性がある。このほか、 パーオロ・ウッチェッロがシニョリーア広場の板絵を真似たとされており、彼の手によって描かれたサンタ・マリーア・ノヴェッラ聖堂の『ノアの洪水』は、二点透視図法で描かれている。

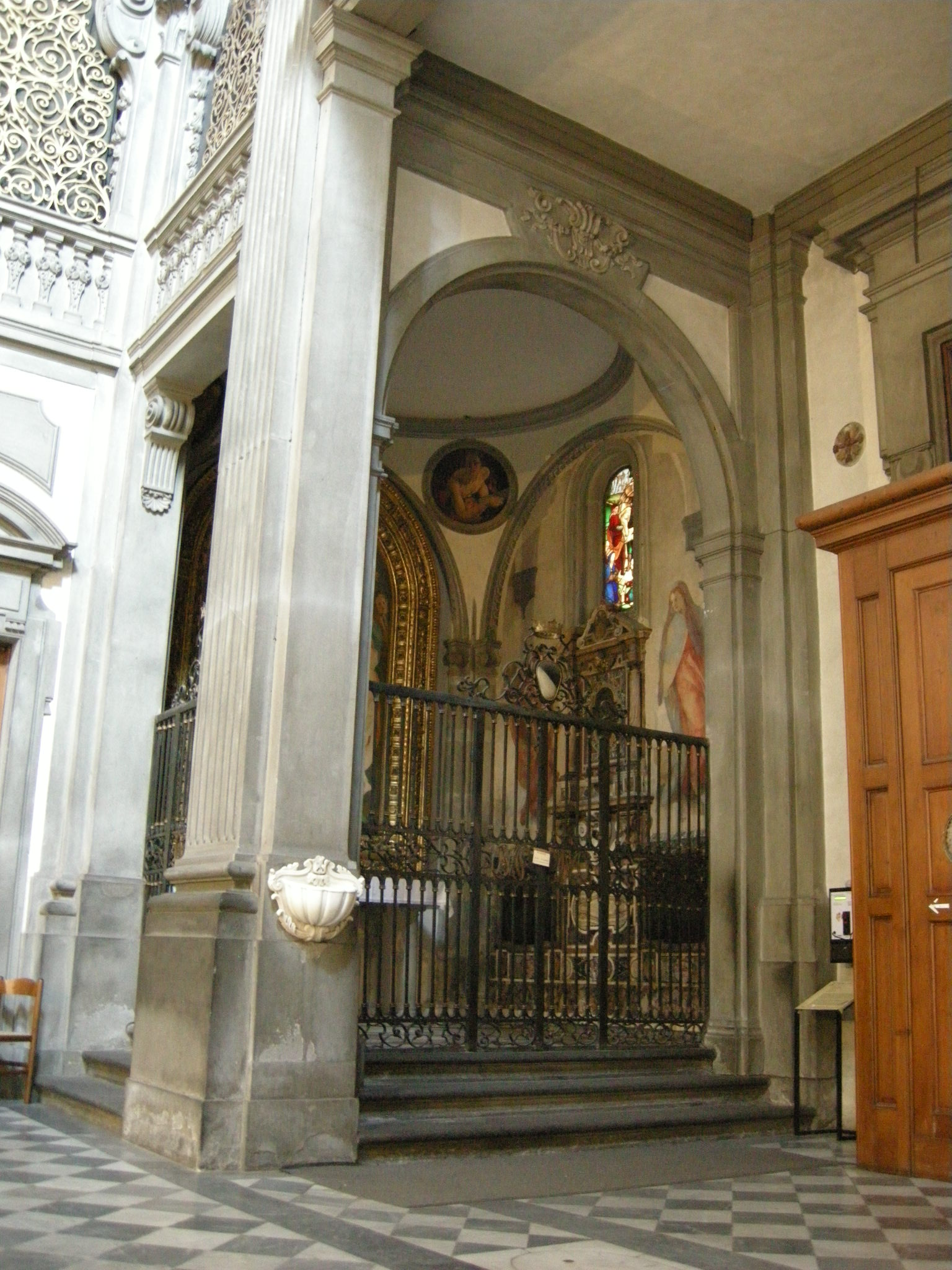
サンタ・フェリーチタ聖堂のバルバドーリ礼拝堂
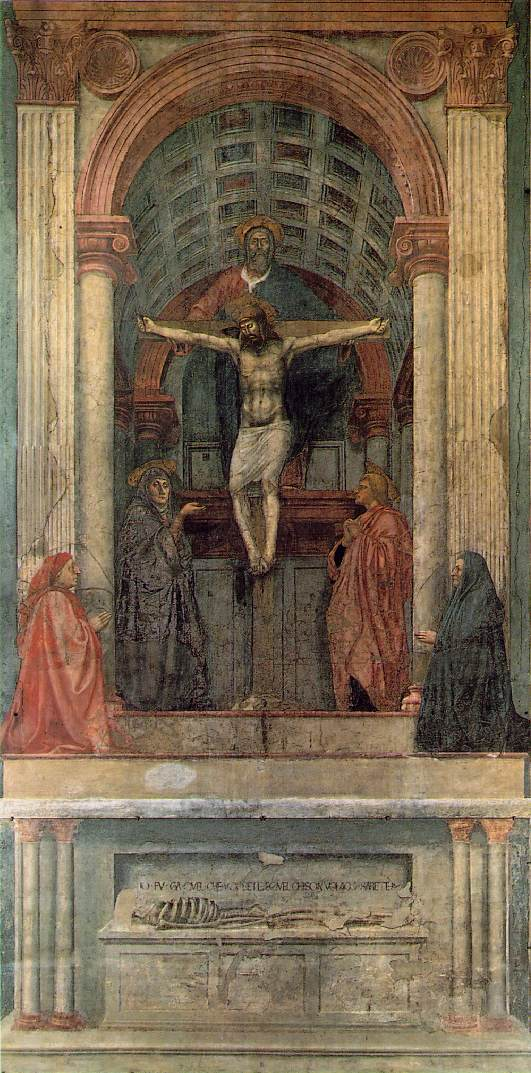
サンタ・マリーア・ノヴェッラ聖堂の『三位一体』（マザッチョ）
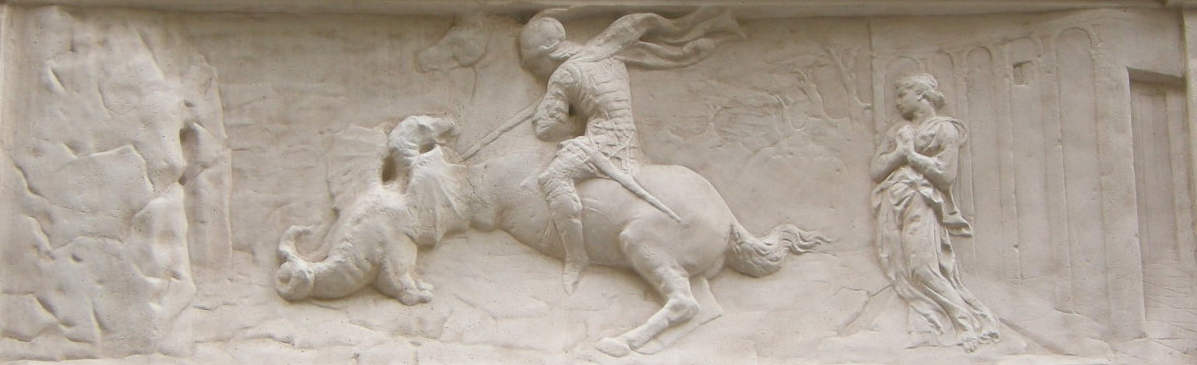
オルサンミケーレ聖堂の『聖ゲオルギウス』の台座浮彫（ドナテッロ）
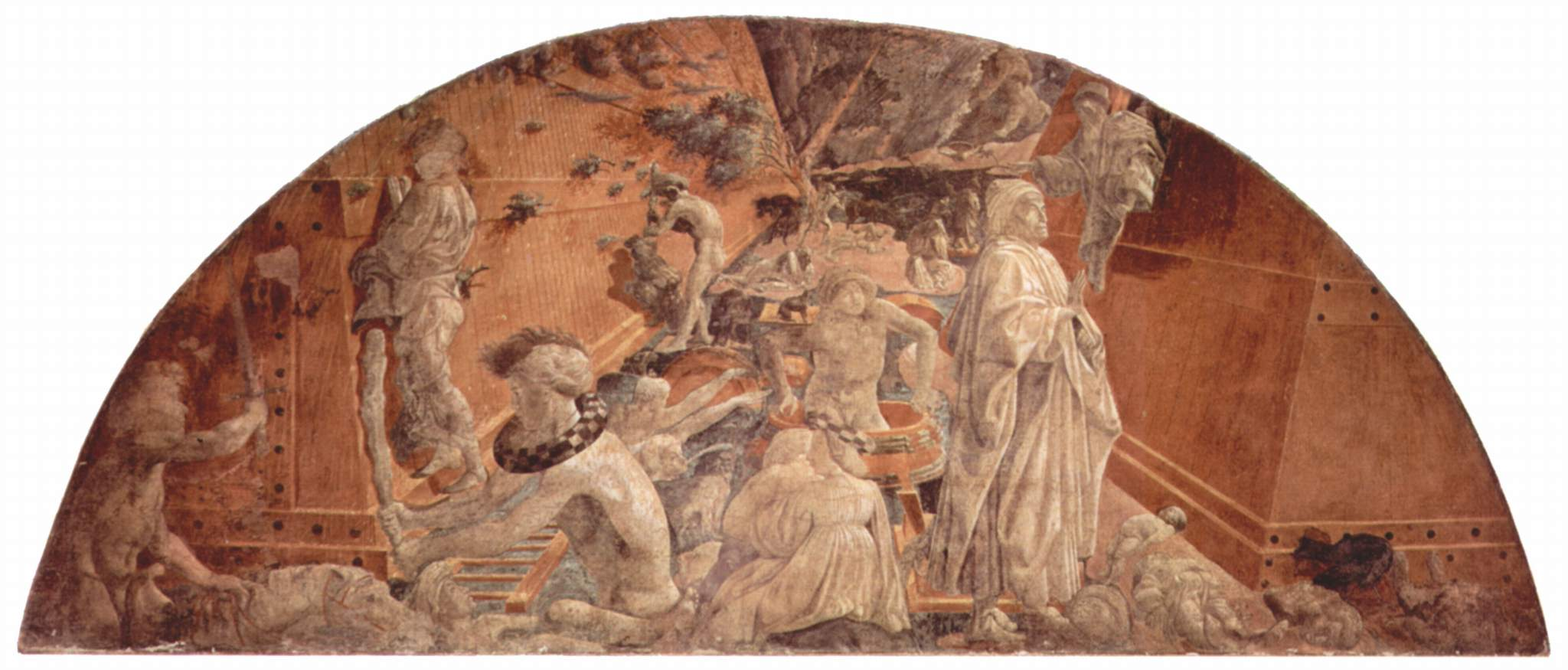
サンタ・マリーア・ノヴェッラ聖堂の『大洪水と終息』（ウッチェッロ）

こうしたことから、ブルネレスキはルネサンス芸術家として、かなり早い段階、もしくはマネッティが述べているとおり、最初に幾何学的透視図法を会得した可能性があるが、このために、彼の建築空間は、透視図法の幾何学性を通じて形成されたと説明されることがある。ただし、透視図法を含めた建築の素描に関して、ブルネレスキの時代にまで遡れる史料は存在しておらず、仮にブルネレスキが透視図法によって空間を構成する作業を行っていたとしても、それを客観的に裏付ける史料はない。

### 捨子養育院（捨子保育院とも。スペダーレ・ディ・サンタ・マリーア・デッリ・インノチェンティ）

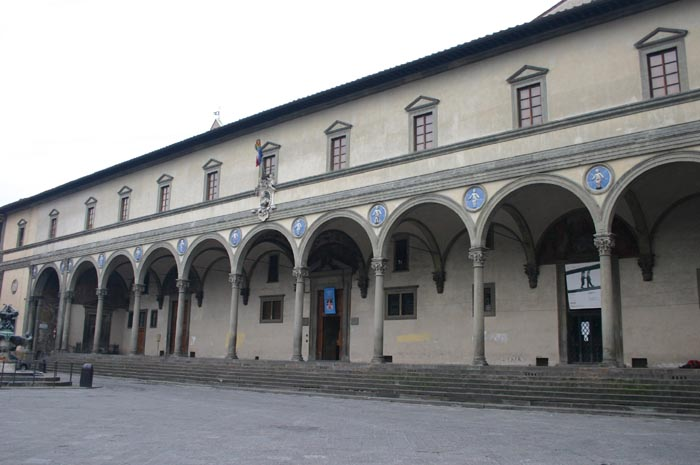
捨子養育院

最初の「古代風」建築物とされる捨子養育院（フィレンツェ、1421～45年）は、ブルネレスキが所属する絹織物業組合が運営する孤児収容施設として建設されたものである。同組合は1294年からサン・ガッロ病院で、1316年からサンタ・マリーア・デッラ・スカーラ病院において捨子の養育を管理していたが、これらの施設は病人を収容する施設であるため、里子や乳母の紹介といった子供の保護・養育を十分にケアできたわけではなかった。
レオナルド・ブルーニの提案による捨子養育院の建設用地は、1419年にリナルド・デリ・アルビッツィの庭園であった場所を購入することで確保され、建設資金はフランチェスコ・ディ・レンチョ・ダ・サン・ジミニャーノと“プラートの商人”フランチェスコ・ディ・マルコ・ダティーニの遺贈金が充てられた。1419年8月6日から始められた建設工事は、絹織物組合から選抜された3人のオペラーイオと、収入役、調達役によって進められている。
捨子養育院のファサードであるアーケードは、中央の9スパンと両端の1スパン分がブルネレスキによって設計されたもので、その外側の部分は後の増築である。アーケードによるファサードは、フィレンツェのサン・ジョヴァンニ洗礼堂、サンティ・アポストーリ聖堂、サン・ミニアート・アル・モンテ聖堂といったトスカーナ地方のロマネスク建築を想起させるが、これらのアーケードが面的であるのに対し、捨子養育院の計画は、柱間（幅・奥行きとも）約5.37m、柱頭までの柱高さが約5.35m、すなわち比例1:1:1の立方体を連続させ、その上部に柱頭から頂部までの高さが柱間の1/2に設定されたアーチとペンデンティヴ・ヴォールトを頂く空間的な奥行きを持っており、コリント式柱頭の意匠も、柱間を基準とするモデュールによって再構成されている。トスカーナ産ピエトラ・デッラ・セレーナ（灰色砂岩）によるコーニス、アーキトレーヴ、柱、リブ等の線的要素が、装飾のほとんどない白漆喰の立面を縁取っており、抽象性を感じさせるデザインになっている。

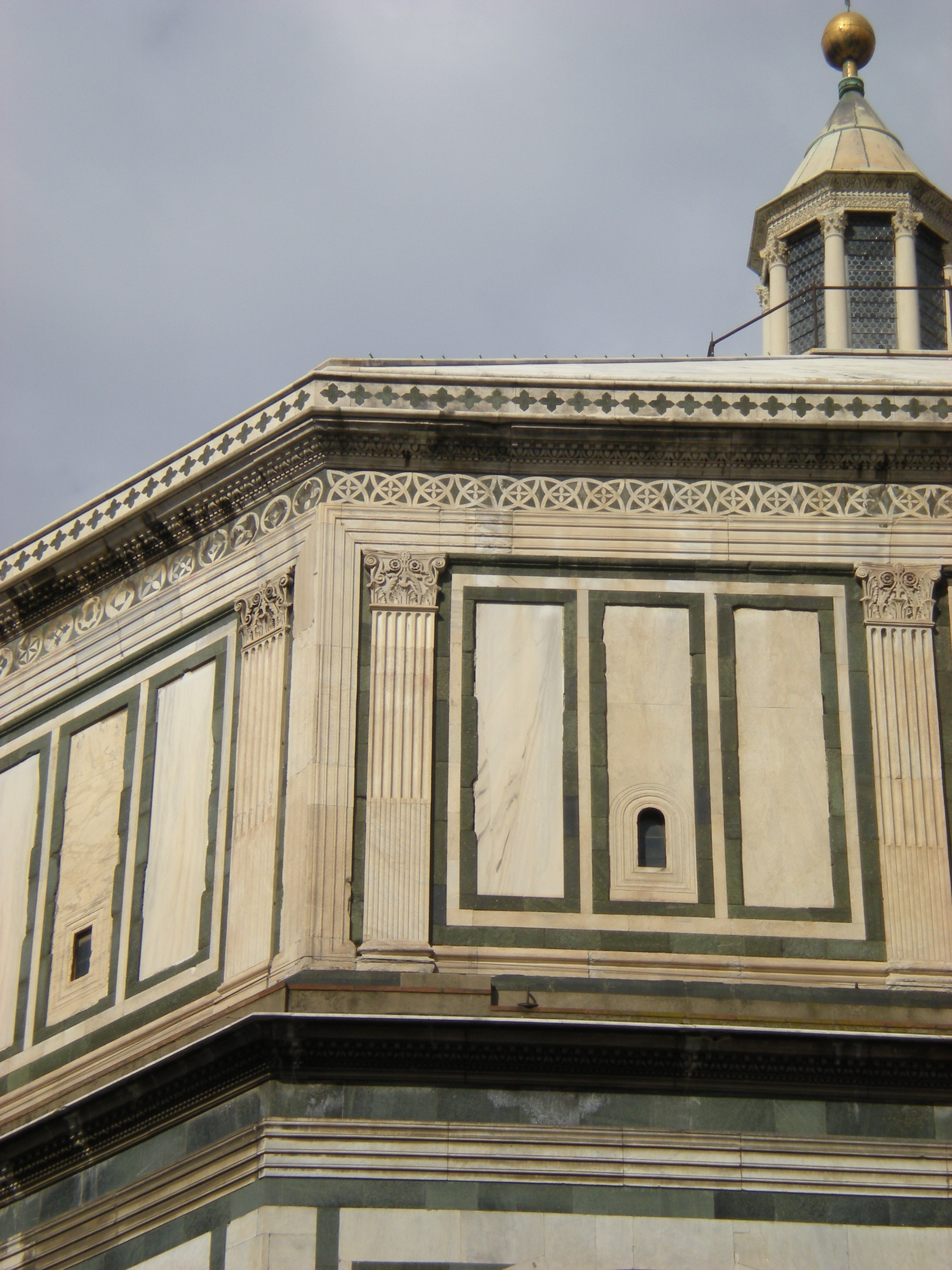
サン・ジョヴァンニ洗礼堂のアーキトレーヴ端部の意匠
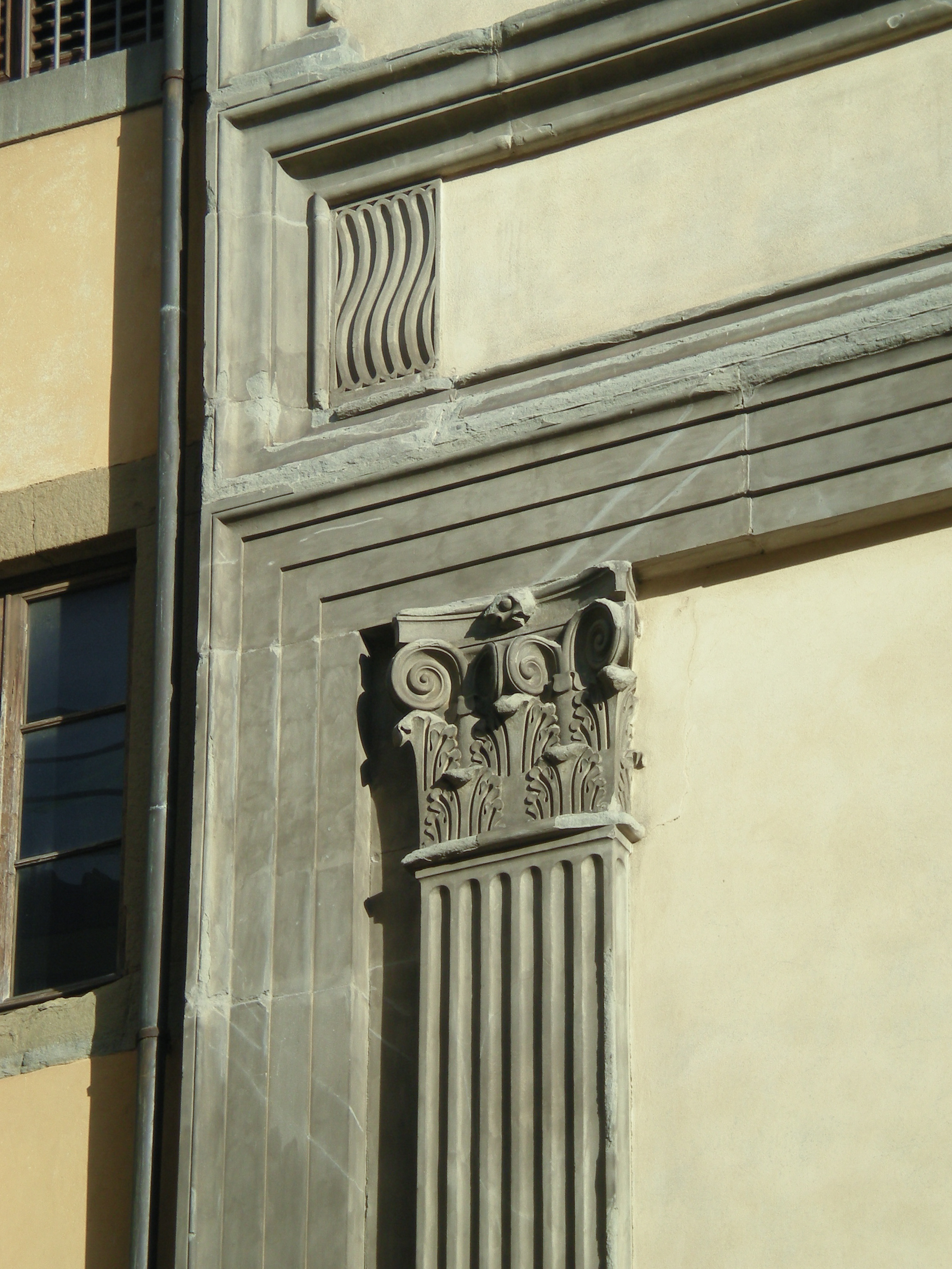
捨子保育院のアーキトレーヴ端部の意匠
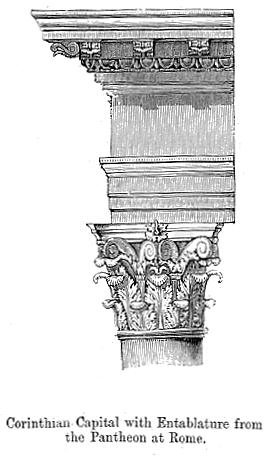
アーキトレーヴ端部の古典主義的に正しい収まり

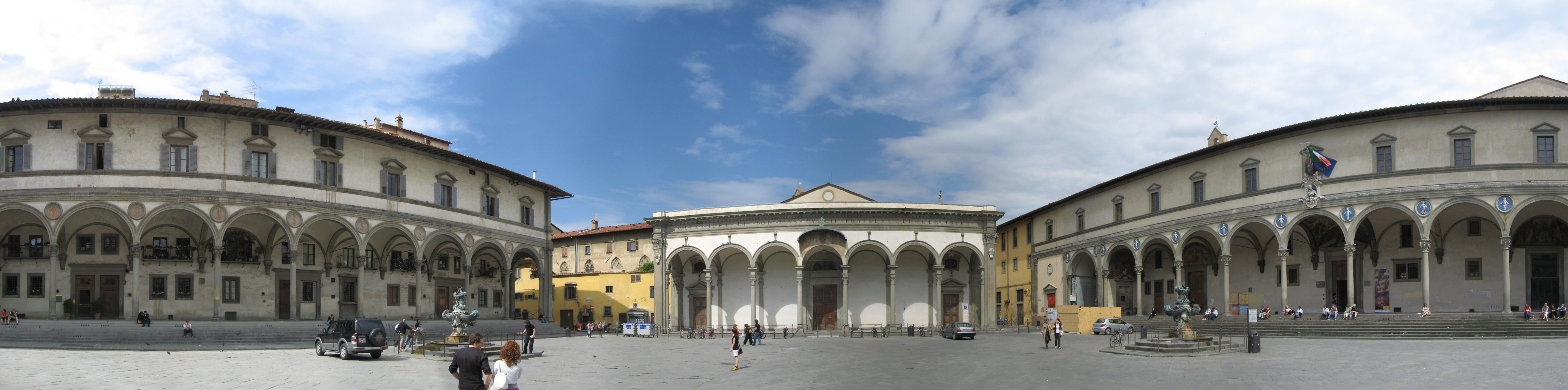
サンティッシマ・アンヌンツィアータ広場の全景

ヴァザーリは、ブルネレスキが模型を作成したと伝えているが、マネッティは模型が作成されず、設計図のみに頼ったため、ファサードに意匠上の誤りが生じたとしている。とくに著しいものが、水平材であるアーキトレーヴを端部で直角に折り曲げ、付柱に沿って柱脚まで下ろしている部分で、ヴァザーリによれば、これは営繕管理人のひとりで、現場管理を委託されたフランチェスコ・ディ・ピエロッツオ・デッラ・ルーナによるものとしている。これをブルネレスキに指摘されたフランチェスコは、当時、古代ローマの建築物と信じられていたサン・ジョヴァンニ洗礼堂から採用した措置だと答えるが、ブルネレスキはこれを「洗礼堂の唯一の誤りである部分」と述べたと伝えられる。このエピソードが正しいなら、ブルネレスキは古代建築物を盲目的に模倣するのではなく、アーキトレーヴ＝横架材、すなわち支えられるものと支えるものという意匠的な関係性を、はっきりと認識していたことがうかがえる。
この建築物が後に与えた影響は大きく、捨子保育院が面するサンティッシマ・アンヌンツィアータ広場の対面には、1516年にアントーニオ・ダ・サンガッロ・イル・ヴェッキオとバッチョ・ダーニョロの設計によって、ブルネレスキの計画をそっくり真似たロッジアが建設され、1525年に完成した。彼らが計画したロッジアには、店舗として使用するといった実用性があるわけではなく、その意図は、ほぼ100年前に建てられた建築の計画をそのまま写し取ることで広場の景観を整えるということ以外には考えられない。これは、当時としては珍しい計画で、ヤーコポ・サンソヴィーノによるヴェネツィアのサン・マルコ広場の設計との関係性が指摘される。

### 技術者として
ブルネレスキは優れた技術者でもあり、それは当時、仮枠なしでは建設不可能とされたサンタ・マリーア・デル・フィオーレ大聖堂のクーポラを、仮枠を構築することなく建設する方法を考案したことでも証明される。彼は、仮枠を用いずに建築する方法の一つとして、クーポラの「仕様書」において、単に煉瓦を水平に積むのではなく、上部の煉瓦層に目地を噛み合わせるため、一定の位置で煉瓦を縦に積むことで矢筈模様（con quello spinapescie =鱗状）に組み上げるように指示している。この手法であれば、ある程度の勾配のついた面でも、仮枠なしで煉瓦を積んでいくことができたと推察され、これは16 世紀まで、トスカーナ地方におけるドーム構築の際の一般的な工法となった。
このほかに、吊りくさびや改良を施した足場などを考案したほか、職人に対して、土や木材、蝋、時にはカブを用いて仕口、継ぎ手などの模型を作製し、作業を指示した。また、マネッティによれば、様々な機構に用いられる歯車を研究し、時計や目覚し時計をいくつか作成しており、これは大聖堂のクーポラ建設時に製造されたクレーンや巻き上げ機などを考案する際の助けとなったとされる。

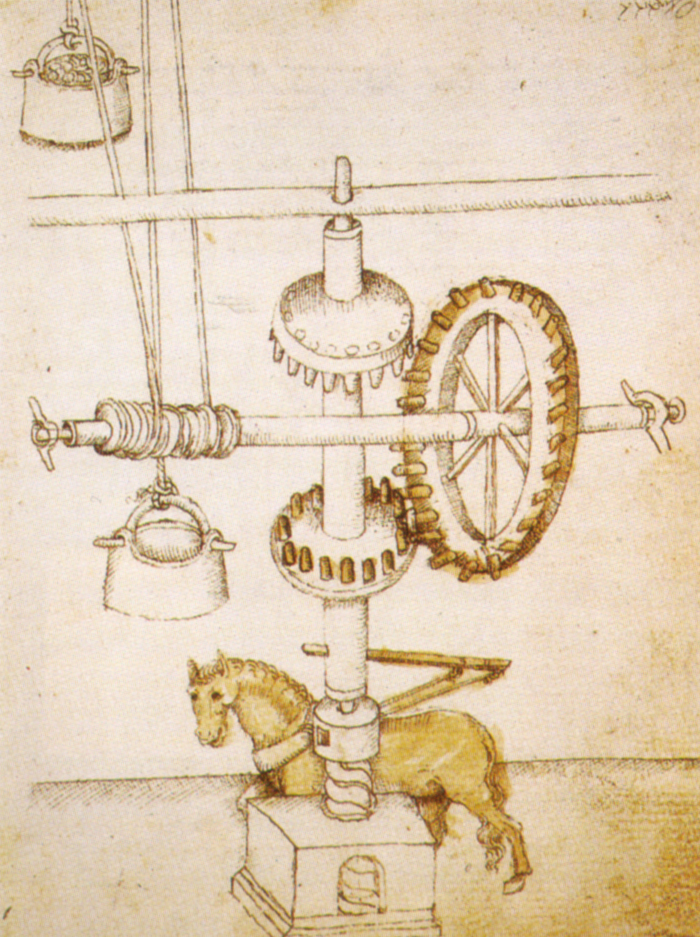
タッコラによって描写されたブルネレスキの大ウィンチ
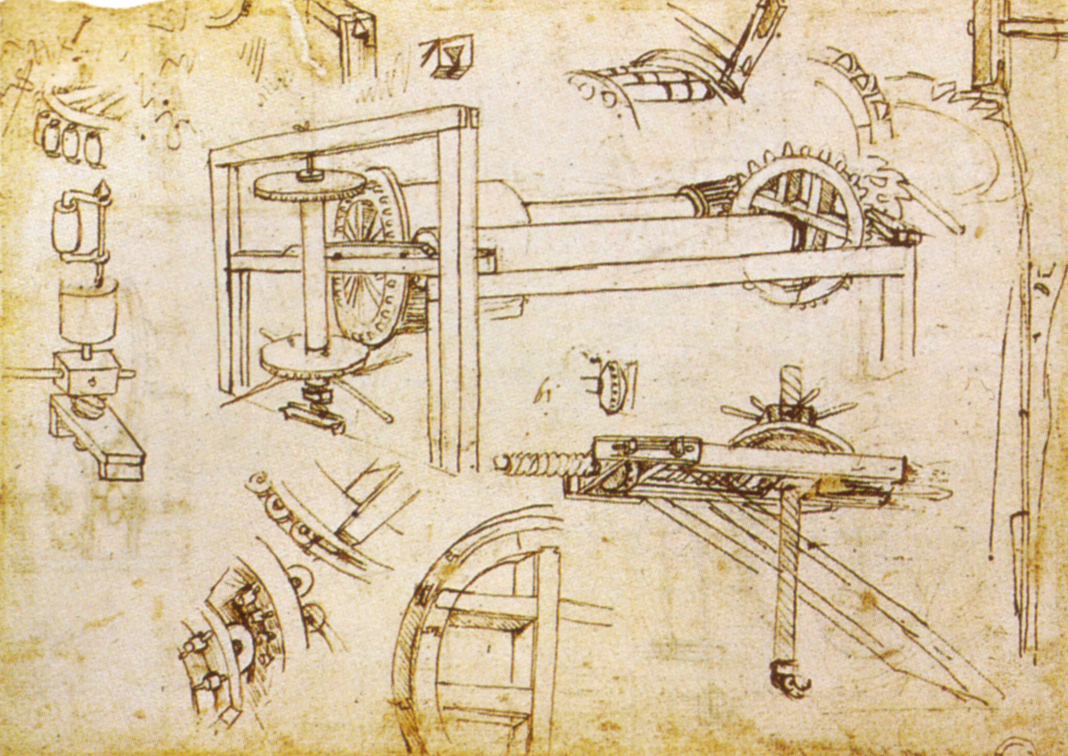
レオナルド・ダ・ヴィンチによる大ウィンチのスケッチ
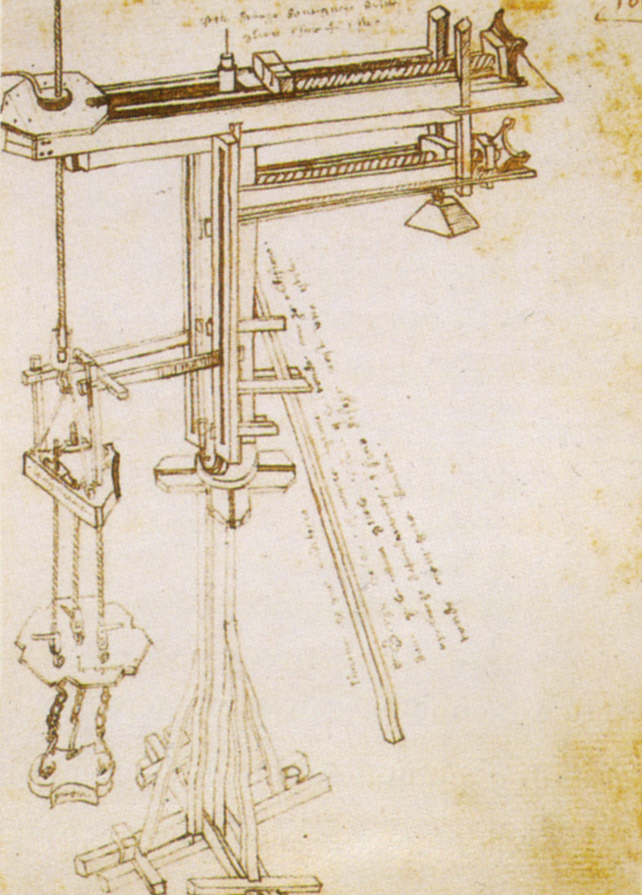
ブォナッコルソ・ギベルティによって描写されたブルネレスキの大クレーン
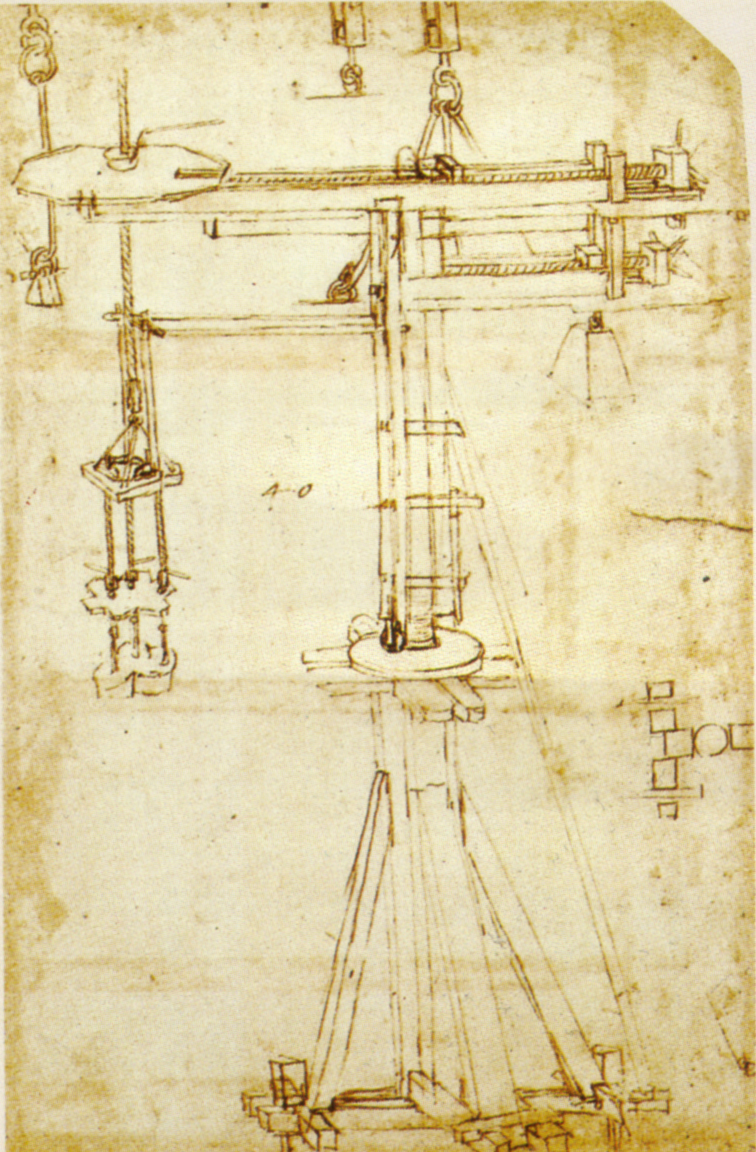
レオナルド・ダ・ヴィンチによる大クレーンのスケッチ

ブルネレスキが考案したウインチは、それまで6対の牛で牽引していた重い部材も、わずか一頭で引き上げることが可能になったとされ、その機構はシエーナのタッコラ、ジュリアーノ・ダ・サンガッロ、レオナルド・ダ・ヴィンチらによって描写されているので、今日でもかなり正確に復元することができる。ブルネレスキの巻き上げ機は、2頭の馬による水平回転を、交差軸によって巻き上げを行う軸に変換するもので、歯車を取りかえることで、速度や回転を逆向きにかえることができるよう工夫されたものであった。このような機械工学は舞台装置としても生かされ、サン・フェリーチェ・イン・ピアッツァ聖堂の「受胎告知」の祝祭劇のための仕掛けを考案したとされる。
また、彼はクーポラの建設に使用する大理石運搬のため、アルノ川を渡る資材運搬船を発明しており、これは1421年6月19日に、共和国政府から3年間の特許証が与えられ、資材運搬船によるすべての利益をブルネレスキが確保することが保証された。この政令は、ブルネレスキの才能と力量が他人の成果になることを防ぐための措置、すなわち特許とされていて、ブルネレスキは自分の発明を盗用されることに対しては、極度に警戒していたようである。

### 邸館建築
ブルネレスキはいくつかの邸宅建築に関与したとされ、例えば一族であるアポロニオ・ラーピの邸宅や、ブルネレスキ家が所有していたヴィッラ・ペトライアなどが挙げられる。また、ルーカ・ピッティが作らせたパラッツォ・ピッティは、後に大公となったメディチ家の居宅として使用される巨大邸館で、ヴァザーリは、その設計をブルネレスキが行ったと述べているのだが、その着工はブルネレスキの死後、15世紀中期ごろとされており、ブルネレスキの関与については疑問の余地がある。
これらの邸宅建築は、中庭の整ったグリットプランやその意匠がブルネレスキの関与をうかがわせるにすぎず、彼が設計を行ったとする決定的な証拠があるものは皆無と言ってよい。このため、ブルネレスキが住宅という建築についてどのようなイメージを抱いていたかは判然としない。

## 作品

### 主要作品

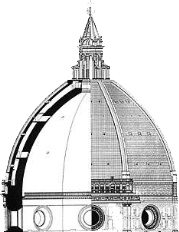
サンタ・マリーア・デル・フィオーレ大聖堂のクーポラ

- 『イサクの燔祭』（1401年）バルジェッロ美術館／フィレンツェ
- 『磔刑』（1410年？）サンタ・マリーア・ノヴェッラ聖堂／フィレンツェ
- サンタ・マリーア・デル・フィオーレ大聖堂のクーポラ（1418年12月20日模型制作・1420年8月7日起工・1434年6月12日完成）／フィレンツェ
- 捨子保育院（1419年？設計　1419年起工・1445年運営開始）／フィレンツェ
- サンタ・フェリーチタ聖堂のバルバドーリ礼拝堂（1417年？から1430年？のいずれかの時期に設計）／フィレンツェ
- サン・ロレンツォ聖堂の古聖器室（1421年8月10日起工・1428年頃完成）／フィレンツェ
- サン・ロレンツォ聖堂（1425年8月16日起工）／フィレンツェ
- サンタ・マリーア・デッリ・アンジェリ修道院の小礼拝堂オラトリウム（1435年起工・未完成）／フィレンツェ
- サント・スピーリト聖堂（1434年〜1436年頃？設計・1441年起工※詳細不明）／フィレンツェ
- ヴィーコピサーノの要塞（1436年模型作製）／ピーサ近郊
- パラッツォ・ディ・パルテ・グエルファ（1442年？設計※詳細不明。ブルネレスキの設計でない可能性あり）／フィレンツェ

### ブルネレスキが関与した可能性のある作品
- サン・ヤーコポ大聖堂祭壇浮彫『預言者（エレミヤ？）』（1400頃？）／ピストーイア
- サン・ヤーコポ大聖堂祭壇浮彫『預言者（イザヤ？）』（1400頃？）／ピストーイア
- 『教父像（聖グレゴリオスもしくは聖アウグスティヌス？）』（1400頃？）／ピストーイア
- 『教父像（聖ルカもしくは聖アンブロジウス）』
- ヴィッラ・デッラ・ペトライア（詳細不明）／モンテ・モレッロ
- パラッツォ・ピッティ（詳細不明）／フィレンツェ
- サンタ・クローチェ聖堂パッツィ家礼拝堂（1429年着工・1443年に内部完成）／フィレンツェ
- パラッツォ・ブジーニ=バルディ（詳細不明）／フィレンツェ
- ラストラ・ア・シーニャ城壁（1424年から1425年完成）／ラストラ・ア・シーニャ
- マルマンティーレ城壁（1424年完成）／ラストラ・ア・シーニャ近郊